# Pseudoneureclipsis omana
Pseudoneureclipsis omana là một loài Trichoptera trong họ Dipseudopsidae. Chúng phân bố ở miền Cổ bắc.